# Solomon Grundy (personaggio)
Solomon Grundy, il cui vero nome è Cyrus Gold, è un personaggio dei fumetti creato da Alfred Bester (testi) e Paul Reinman (disegni). Compare per la prima volta in All-American Comics (vol. 1) n. 61, pubblicato dalla DC Comics nell'ottobre 1944. Bester aveva dichiarato di aver preso spunto dagli zombie e da un mostro babau di una filastrocca per bambini. Si scontra principalmente con Batman, Lanterna Verde e Superman.

## Storia editoriale
Creato da Alfred Bester, è apparso per la prima volta in All-American Comics n. 61 dell'ottobre 1944.
Grundy è al centro di uno di quattro numeri di Faces of Evil che esplora le conseguenze di Crisi finale, scritto da Scott Kolins e Geoff Johns, con i disegni di Shane Davis. È l'introduzione ad una mini-serie di sette parti con il personaggio.

## Biografia del personaggio

### Pre Crisi
Intorno al 1895 il ricco banchiere Cyrus Gold venne derubato ed ucciso da una banda di ladri, che getterà il suo cadavere in una palude, e Gold, morendo, giurò vendetta. Il suo corpo, riempito dall'humus depositato nel corso del tempo, rimase per anni nella palude, dove un giorno riemerse, morto ma dotato di una vita, senza ricordi tranne il sapere di essere nato di lunedì, e sentendo l'inizio della filastrocca «Solomon Grundy, born on a Monday» ("Solomon Grundy, nato di lunedì, battezzato di martedì, sposato di mercoledì, ammalato giovedì, peggiorato venerdì, morto di sabato, sepolto di domenica, questa è la fine di Solomon Grundy"), iniziò a ripetere quel verso, senza sosta.
Grundy si darà poi ad una vita di crimine, scontrandosi contro l'eroe Alan Scott, alias Lanterna Verde, avendo inizialmente la meglio su di lui in quanto il suo corpo era in parte composto da piante, immuni al potere dell'anello. Per fermare la minaccia, Lanterna Verde sarà costretto a lanciare Grundy sotto un treno. Nel corso degli anni, Grundy tornerà più volte in vita, e sarà una spina nel fianco non solo per Lanterna Verde, ma anche per i suoi colleghi della Justice Society, che saranno costretti a trovare una serie di modi sempre nuovi per neutralizzare la sua minaccia, fra cui esiliarlo sulla Luna.
Essendo un personaggio legato alla Golden Age, Grundy viveva su Terra-2, fino a quando il personaggio debuttò anche su Terra-1, con un background differente. Durante uno scontro con il Parassita, quest'ultimo si rifugia nelle fogne dove trova della melma appartenente al Solomon Grundy di Terra-2 (giunto precedentemente su Terra- 1 attraverso un portale), la ingerisce e si trasforma in una versione più forte e selvaggia di Grundy, il quale inizia ad affrontare Superman numerose volte. Dopo questa fugace apparizione, la Crisi sulle Terre Infinite cancella questa versione di Grundy integrando alla continuity la versione della Golden Age.
Il Grundy di Terra-2, successivamente si innamorerà di Jade, la figlia di Alan, e per un po' sarà alleato del supergruppo Infinity, Inc.. Il gruppo di super criminali Injustice Unlimited sfrutterà questa situazione a suo vantaggio, spedendo il suo membro Harlequin a sfruttare lo zombie. Harlequin possiede infatti il potere di creare illusioni, e ne proietterà una su se stessa, prendendo l'aspetto di Jade, e costringendo Grundy ad poggiare la mano dell'eroe Mister Bones sul volto del leader del gruppo, Skyman, uccidendolo. Tornato in sé, Grundy picchierà Harlequin, ponendo fine alla sua carriera da eroe.

### Post Crisi
Nella nuova versione Grundy appare a Gotham City negli anni 40, dove affronta svariate volte Alan Scott, fino a sparire per parecchi anni rifugiandosi nelle fogne. Ma le sue apparizioni non si limitano a Gotham e all'affrontare Batman, in quanto fa anche delle fugaci apparizioni contro Superman, Starman e Freccia Verde. Come già detto, Grundy ad ogni sua morte è capace di risorgere, e ogni volta che lo fa la sua personalità cambia; cambiamenti significativi, che lo hanno differenziato dalla sua classica caratterizzazione selvaggia, sono nelle pagine di Starman, dove si sacrifica per salvare l'eroe da una versione bambina di sé stesso, oppure ancora una volta contro Starman dove arriva ad essere una creatura più intelligente anche se di nuovo malvagia, o addirittura nelle pagine di Justice League of America dove arriva ad essere non solo dotato di intelligenza, ma anche più "civilizzato" presentando un look sofisticato.
Cercando di ottenere l'immortalità definitiva, Grundy proverà a rubare il corpo dell'androide noto come Red Tornado per poterci scaricare dentro la sua coscienza e mantenere il suo acume per l'eternità, ma verrà distrutto da quest'ultimo. Durante l'evento noto come La Notte più profonda, Grundy tornerà in vita, per cercare di risolvere il mistero della sua morte, solo per scoprire, in realtà, di essersi a suo tempo suicidato. Grundy otterrà poi in seguito un aumento di potere, dato da un magico anello nero, che gli permette di ottenere vari effetti sulla materia, e che funge da batteria per riportare in vita Nekron, signore della morte, venendo pero sconfitto da Bizzarro.

### New 52
Nel nuovo universo di Terra-2, Grundy è l'avatar del "Grigio", ovvero il decadimento della vita.

## Poteri e abilità
Solomon Grundy possiede una forza e una resistenza sovrumane. La sua forza è variata notevolmente nel corso degli anni; per esempio, nell'arco narrativo de Il Lungo Halloween, è stato sconfitto da Batman, mentre in vari momenti la sua forza può contrastare quella di Superman. È virtualmente indistruttibile e immortale grazie all'energia elementale che impregna la sua forma di pseudo-vita.
È quasi invulnerabile agli attacchi fisici, magici ed energetici e non è influenzato dal fuoco o dalle basse temperature. Si è dimostrato altamente resistente agli effetti dell'anello del potere della Lanterna Verde originale (che è attribuito alla sua essenza in parte vegetale; originariamente perché aveva assorbito materia vegetale dalla palude, e in seguito perché era un "elementale vegetale" parziale come Swamp Thing).
Grundy possiede inoltre un potente fattore curativo. Nonostante sia stato occasionalmente distrutto, prima o poi è sempre tornato in vita, anche se spesso con personalità e poteri diversi.

## Altri media

### Film
- In un'intervista il regista James Gunn ha rivelato di aver considerato Salomon Grundy come possibile personaggio del suo film The Suicide Squad - Missione suicida (2021).[5]
- Solomon Grundy appare nel film d'animazione Catwoman: Braccata (2022).

### Serie animate
- Solomon Grundy appare nella serie animata del DC Animated Universe Justice League, dove viene invitato a far parte della Injustice Gang. Successivamente, Solomon viene reclutato da Dottor Fate con la richiesta di aiutare lui, Aquaman e la Lega a sconfiggere un mostro intergalattico, con la promessa di restituirgli le memorie della sua precedente vita (mostrandogli come la gang di Cyrus Gold lo tradì e gettò il suo corpo in una palude dove, anni dopo, egli emerse) ma la vera intenzione del dottore è quello di sacrificarlo al mostro. Solomon accetta e durante il tragitto, lega con Alata, mentre discutono con gli altri sulla fede. Solomon e la Lega, alfine, riescono però a sconfiggere il mostro, ma gravemente ferito, Solomon soccombe, chiedendo all'amica se ciò vuol dire che si riunirà alla sua anima e, andando contro la sua convinzione atea, Alata gli dice di sì.
  - Verso la fine della prima stagione di Justice League Unlimited, un trio di liceali tentano un rito satanico che accidentalmente riporta in vita un Grundy privo di coscienza. La Lega tenta invano di fermarlo, ma alla notizia del suo ritorno, l'Alata fa il suo pubblico ritorno dopo la guerra scatenata dai suoi compatrioti. Fate realizza che solo la mazza di Alata può fermarlo per sempre e, a malincuore, Alata deve dire un'altra volta addio all'amico dopo averlo calmato.
- Il personaggio appare anche nella serie animata The Batman, dove però è solo una copertura per il detective Ethan Bennet, alias Clayface, per poter rapinare indisturbato.
- Solomon Grundy riappare nella serie animata Batman Unlimited.

### Televisione
- Cyrus Gold appare nella serie televisiva Arrow interpretato da Graham Shiels. In questa versione Cyrus è un adepto di Brother Blood che si sottopone alla somministrazione del siero Mirakuru ottenendo forza e resistenza sovrumane.
- Appare nella serie TV Gotham, interpretato da Drew Powell. Introdotto inizialmente con il nome di Butch Gilzean, nelle prime tre stagioni si ritrova spesso a lavorare per o assieme ad altri criminali, tra cui Fish Mooney, Oswald Cobblepot, Theo e Tabitha Galavan e Barbara Kean. Nel finale della terza stagione Barbara gli spara alla testa per ucciderlo, dopo aver scoperto che lui e Tabitha, sua amante, pensavano di tradirla. Finito in coma e condotto all'ospedale, viene rivelato che il suo nome di nascita è proprio Cyrus Gold. Gold diventa ufficialmente Solomon Grundy nella quarta stagione, quando, dopo mesi di coma, al fine di liberare spazio nell'ospedale, il suo corpo viene buttato in una palude discarica per prodotti chimici. Questi ultimi fanno effetto e l'uomo si risveglia senza più memoria, ridotto a una sorta di zombie dalla pelle sbiancata e con la capacità di rigenerarsi e sanguinare acqua di palude. Sentendo per caso la filastrocca di Solomon Grundy da alcuni campeggiatori lì vicino, Butch si identifica in essa. Successivamente verrà sfruttato da Edward Nygma per guadagnare soldi in un club di lotte clandestine ma, dopo essere stato picchiato da Tabitha, recupera la memoria. Tornato umano grazie ad Hugo Strange su ordine Di Oswald, verrà ucciso subito dopo proprio da quest'ultimo per vendicarsi di Tabitha Galavan.
- Appare nella serie TV Stargirl  come membro della Injustice Society of America. Viene nominato molte volte per via del fatto che ha ucciso Hourman e sua moglie lasciando Rick Tyler orfano e ne si sentono i grugniti, nonostante appaia solo nel finale di stagione "Stars and S.T.R.I.P.E. (part 2)"

### Videogiochi
Solomon Grundy appare nei seguenti videogiochi:
- DC Universe Online, sviluppato da Sony Online Austin (2011)
- Batman: Arkham City, sviluppato da Rocksteady Studios (2011)
- Batman: Arkham City Lockdown, sviluppato da NetherRealm Studios (2011)
- Injustice: Gods Among Us, sviluppato da NetherRealm Studios (2013)
- Batman: Arkham Origins Blackgate, sviluppato da Armature Studio (2013)
- LEGO Batman 3: Gotham e oltre, sviluppato da Traveller's Tales e Feral Interactive (2014)
- Batman: Arkham Knight, sviluppato da Rocksteady Studios (2015)
- LEGO DC Super-Villains (sviluppato da Warner Bros e TT Games nel 2018)